# Chakravarti Rajagopalachari
Chakravarthi Rajagopalachari (tàmil: சக்ரவர்தி ராஜகோபாலாச்சாரி) (10 de desembre de 1878 - 25 de desembre de 1972), conegut com a Rajaji o C. R., fou un advocat, escriptor i estadista indi. Va ser el segon i últim governador general de l'Índia independent i l'únic governador hindú. Posteriorment fou nomenat ministre principal de l'estat de Madràs, i el 1954 fou un dels primers guardonats amb el més alt honor civil de l'Índia, el Bharat Ratna, al costat del Dr. Sarvepalli Radhakrishnan i el Dr. C. V. Raman.
C. R. va néixer en el si d'una família Tamil Brahmin (al seu torn procedent de Thorapalli) en un barri del districte de Krishnagiri, en l'estat de Tamil Nadu, i va ser educat a Madràs i Bangalore, lloc on estudià dret. Es va casar molt jove i va tenir cinc fills, abans d'enviduar als 37 anys. Després d'acabar els seus estudis, va treballar com a advocat a Salem, on va començar a mostrar interès per la política.
Considerat durant un temps com l'hereu de Gandhi (de qui va acabar sent consogre, en casar-se la seva filla Lakshmi amb el fill menor d'aquest, Devdas), va ser un dels cinc líders del Partit del Congrés durant la lluita per la independència de l'Índia, al costat de Jawaharlal Nehru, Rajendra Prasad, Sardar Vallabhbhai Patel i Abul Kalam Azad.
El 1948, una vegada que l'Índia obtingué la independència, va reemplaçar lord Mountbatten en el càrrec de governador general de l'Índia, lloc que va ocupar fins que es va declarar la república el 26 de gener de 1950. Llavors, aquest lloc va ser substituït pel president, i fou nomenat en el seu lloc Rajendra Prasad.
Posteriorment, va ser nomenat Ministre Principal de l'estat de Madràs el 1952 i fins a 1954, càrrec que ja havia ocupat entre 1937 i 1939.
El 1957 va abandonar el Partit del Congrés i va formar una nova força política, el Congrés Democràtic Nacional de l'Índia, partit que es va integrar posteriorment en el Partit Swatantra.
Chakravarthi Rajagopalachari va morir el desembre de 1972 als 94 anys.